# Улица Евгения Лоскота (Чернигов)
Улица Евгения Лоскота (до 2023 года — Костромская улица) (укр. Вулиця Євгена Лоскота) — улица в Новозаводском районе города Чернигова, исторически сложившаяся местность (район) Новая Подусовка. Пролегает от начала застройки до улицы Георгия Нарбута (Курская).
Примыкают улицы Рыльского, Руднева, Максима Белоконя (Брестская), Андрусенко, Василия Бульбы, Стратилата, Филиппа Морачевского, Забаровская, Виктора Орленко (Костромской переулок), Глебова, Черкасская.

## История
Костромская улица — в честь в города Кострома — была проложена и застраивалась в 1960-е годы, вместе в другими улицами 1-й очереди застройки Новой Подусовки (Новоподусовского жилого массива). В 1980-е годы была продлена на запад в сторону Забаровки. 
С целью проведения политики очищения городского пространства от топонимов, которые возвеличивают, увековечивают, пропагандируют или символизируют Российскую Федерацию и Республику Беларусь, 21 февраля 2023 года улица получила современное название — в честь Героя Украины, уроженца Чернигова Евгения Александровича Лоскота, согласно Решению Черниговского городского совета № 29/VIII-7 «Про переименование улиц в городе Чернигове» («Про перейменування вулиць у місті Чернігові»).

## Застройка
Улица пролегает в восточном направлении от леса и административной границы Чернигова, пересекая весь Новоподусовский жилой массив, параллельно улицам Красносельского и Небесной Сотни (Орловской). Парная и непарная стороны улицы заняты усадебной застройкой. Учреждений нет. 